# Zaprudka, Ivankiv
Zaprudka (în ucraineană Запрудка) este un sat în așezarea urbană Ivankiv din regiunea Kiev, Ucraina.

## Demografie
Componența lingvistică a localității Zaprudka
     Ucraineană (98,07%)
     Rusă (1,48%)
     Alte limbi (0,23%)
Conform recensământului din 2001, majoritatea populației localității Zaprudka era vorbitoare de ucraineană (98,07%), existând în minoritate și vorbitori de rusă (1,48%).